# Szittyómoly-rokonúak
A szittyómoly-rokonúak (Bactrini) a sodrómolyfélék (Tortricidae) között a tükrösmolyformák (Olethreutinae) alcsalád egyik legkisebb nemzetsége.

## Származásuk, elterjedésük
A nemzetség 9 nemébe 2013-ban mintegy 165 fajt soroltak, ez a sodrómolyfélék (Tortricidae) fajainak kevesebb mint 1 %-a. A fajok többsége a névadó szittyómoly (Bactra) nembe tartozik; ennek a nemnek 9 faja Európában is megtalálható.

## Rendszertani felosztásuk
A négy legismertebb nem:
- Bactra
- Henioloba
- Parabactra
- Syntozyga

## Magyarországi fajok
Magyarországon a nemzetségnek négy faja él:
- szittyómoly (Bactra; Stephens, 1834)
  - gyakori szittyómoly (Bactra furfurana Haworth, 1811) — Magyarországon közönséges (Fazekas, 2001; Buschmann, 2004; Pastorális, 2011; Pastorális & Szeőke, 2011);
  - lándzsás szittyómoly (Bactra lancealana, B. lanceolana Hb., 1799) — Magyarországon közönséges (Fazekas, 2001; Buschmann, 2004; Pastorális, 2011; Pastorális & Szeőke, 2011);
  - magyar szittyómoly (Bactra lacteana Caradja, 1916) — Magyarországon szórványos (Pastorális, 2011);
  - nagy szittyómoly (Bactra robustana Christoph, 1872) — Magyarországon közönséges (Fazekas, 2001; Buschmann, 2004; Pastorális, 2011; Pastorális & Szeőke, 2011);